# Nagroda Seiun
Nagroda Seiun (jap. 星雲賞 Seiunshō, ang. Seiun Award) – japońska nagroda literacka w dziedzinie fantastyki naukowej, przyznawana od 1970 przez Stowarzyszenie Grup Fanów Science Fiction w Japonii (SFFAN; 日本SFファングループ連合会議, Nihon SF Fan Group Rengō Kaigi). Pierwsza nagroda Seiun została wręczona na Tokon 5, dziewiątym japońskim konwencie narodowym i od tej pory nagrody są wręczane na dorocznych konwentach science fiction. Nazwa nagrody („seiun” czyli mgławica) to hołd dla pierwszego profesjonalnego magazynu science fiction w Japonii, którego jedyny numer ukazał się w 1954. Trofeum corocznie ma inną formę.
W kategorii „Najlepsze opowiadanie przetłumaczone” w 1977 nagrodę zdobyło opowiadanie „Rozprawa” z cyklu Opowieści o pilocie Pirxie Stanisława Lema. 

## Kategorie nagrody
- Najlepsza powieść japońska
- Najlepsze opowiadanie japońskie
- Najlepsza powieść przetłumaczona
- Najlepsze opowiadanie przetłumaczone
- Najlepsza prezentacja dramatyczna
- Najlepszy komiks (od 1978)
- Najlepszy artysta (od 1978)
- Najlepsza literatura faktu (od 1985)
- Wolna kategoria (od 2002; wydarzenia, które nie mieszczą się w innych kategoriach, takie jak osiągnięcia nauki i techniki)

## Laureaci w głównych kategoriach

### Najlepsza powieść japońska
- 1970: Yasutaka Tsutsui(inne języki), Reichōrui Minami e (霊長類南へ)
- 1971: Sakyō Komatsu, Tsugu no wa Dare ka? (継ぐのは誰か?)
- 1972: Ryō Hanmura(inne języki), Ishi no Ketsumyaku (石の血脈)
- 1973: Tadashi Hirose(inne języki), Kagami no Kuni no Alice (鏡の国のアリス)
- 1974: Sakyō Komatsu, Zatonięcie Japonii (Nihon Chinbotsu, 日本沈没)
- 1975: Yasutaka Tsutsui(inne języki), Ore no Chi wa Tanin no Chi (おれの血は他人の血)
- 1976: Yasutaka Tsutsui(inne języki), Nanase Futatabi (七瀬ふたたび)
- 1977: Musashi Kanbe(inne języki), Saikoro Tokkōtai (サイコロ特攻隊)
- 1978: Masaki Yamada(inne języki), Chikyū Seishin Bunseki Kiroku: Eld Analusis (地球・精神分析記録 (エルド・アナリュシス))
- 1979: Taku Mayumura(inne języki), Shōmetsu no Kōrin (消滅の光輪)
- 1980: Masaki Yamada(inne języki), Hōseki Dorobō (宝石泥棒)
- 1981: Chiaki Kawamata(inne języki), Kaseijin Senshi (火星人先史)
- 1982: Hisashi Inoue(inne języki), Kirikirijin (吉里吉里人)
- 1983: Sakyō Komatsu, Sayonara Jupiter (さよならジュピター)
- 1984: Chōhei Kanbayashi(inne języki), Teki wa Kaizoku: Kaizokuban (敵は海賊 海賊版)
- 1985: Chōhei Kanbayashi(inne języki), Sentō Yōsei Yukikaze (戦闘妖精・雪風)
- 1986: Haruka Takachiho(inne języki), Dirty-Pair no Daigyakuten (ダーティ・ペアの大逆転)
- 1987: Chōhei Kanbayashi(inne języki), Purizumu (プリズム)
- 1988: Yoshiki Tanaka(inne języki), seria Legend of the Galactic Heroes (Ginga Eiyū Densetsu, 銀河英雄伝説)
- 1989: Akira Hori(inne języki), Babironia Wēbu (バビロニア・ウェーブ)
- 1990: Baku Yumemakura(inne języki), Jōgen no Tsuki o Taberu Shishi (上弦の月を喰べる獅子)
- 1991: Mariko Ōhara(inne języki), Haiburiddo Chairudo (ハイブリッド・チャイルド)
- 1992: Hiroe Suga(inne języki), Merusasu no Shōnen (メルサスの少年)
- 1993: Gorō Masaki(inne języki), Vīnasu Shiti (ヴィーナス・シティ)
- 1994: Kōshū Tani(inne języki), Owarinaki Sakuteki (終わりなき索敵)
- 1995: Masaki Yamada(inne języki), seria Kishin Heidan (機神兵団)
- 1996: Taku Mayumura(inne języki), seria Hikishio no Toki (引き潮のとき)
- 1997: Hiroyuki Morioka(inne języki), trylogia Seikai no Monshō (星海の紋章)
- 1998: Chōhei Kanbayashi(inne języki), Teki wa Kaizoku: A-kyū no Teki (敵は海賊 A級の敵)
- 1999: Yūichi Sasamoto(inne języki), Suiseigari (彗星狩り)
- 2000: Chōhei Kanbayashi(inne języki), Good Luck: Sentō Yōsei Yukikaze (グッドラック 戦闘妖精・雪風)
- 2001: Hiroe Suga(inne języki), Eien no Mori, Hakubutsukan Wakusei (永遠の森 博物館惑星)
- 2002: Hōsuke Nojiri(inne języki), Fuwafuwa no Izumi (ふわふわの泉)
- 2003: Hōsuke Nojiri(inne języki), Taiyō no Sandatsusha (太陽の簒奪者)
- 2004: Issui Ogawa(inne języki), Dai Roku Tairiku (第六大陸)
- 2005: Yūichi Sasamoto(inne języki), Eriaru (ARIEL (エリアル))
- 2006: Kazuma Shinjō(inne języki), Samā / Taimu / Toraberā (サマー／タイム／トラベラー)
- 2007: Sakyō Komatsu, Kōshū Tani(inne języki), Zatonięcie Japonii 2 (Nihon Chinbotsu Dai ni bu, 日本沈没 第二部)
- 2008: Hiro Arikawa(inne języki), seria Toshokan Sensō (図書館戦争)
- 2009: Keikaku Itō(inne języki), Hāmonī (ハーモニー)
- 2010: Kaoru Kurimoto(inne języki), seria Guin Sāga (グイン・サーガ)
- 2011: Hiroshi Yamamoto, Kyonen wa Ii Toshi ni Narudarō (去年はいい年になるだろう)
- 2012: Yasumi Kobayashi(inne języki), Tengoku to Jigoku (天獄と地国)
- 2013: Keikaku Itō(inne języki), Toh Enjoe(inne języki), Shisha no Teikoku (屍者の帝国)
- 2014: Issui Ogawa(inne języki), Kororogi-dake kara Jupiter Trojan e (コロロギ岳から木星トロヤへ)
- 2015: Taiyō Fujii(inne języki), Ōbitaru Kuraudo (オービタル・クラウド)
- 2016: Shinji Kajio(inne języki), trylogia Onshū Seiiki (怨讐星域)
- 2017: Yasumi Kobayashi(inne języki), Urutoraman F (ウルトラマンF)
- 2018: Yūsuke Miyauchi(inne języki), Ato wa No to Nare Yamatonadeshiko (あとは野となれ大和撫子)
- 2019: Hirotaka Tobi(inne języki), Reigōkin (零號琴)
- 2020: Issui Ogawa(inne języki), seria Tenmei no Shirube (天冥の標)
- 2021: Jōji Hayashi(inne języki), seria Seikei Izumo no Heitan (星系出雲の兵站)
- 2022: Taiyo Fujii(inne języki), Man Kind (マン・カインド)

oraz Keisuke Makino, Tsuki to Raika to Nosferatu (月とライカと吸血姫)
- 2023: Satoshi Hase(inne języki), Hayakawa Shobo (プロトコル・オブ・ヒューマニティ)
- 2024: Fumio Takano(inne języki), Graf Zeppelin: The Airship of That Summer (グラーフ・ツェッペリン あの夏の飛行船)
- 2025: Miya Kazuki(inne języki), Ascendance of a Bookworm (本好きの下剋上　司書になるためには手段を選んでいられません)

### Najlepsza powieść przetłumaczona
- 1970: J.G. Ballard, The Crystal World
- 1971: Michael Crichton, „Andromeda” znaczy śmierć (The Andromeda Strain)
- 1972: Robert Silverberg, Skrzydła nocy (Nightwings)
- 1973: Kurt Vonnegut, Syreny z Tytana (The Sirens of Titan)
- 1974: Frank Herbert, Diuna (Dune)
- 1975: Robert Silverberg, Up the Line
- 1976: Roger Zelazny, Ja, nieśmiertelny (...And Call Me Conrad)
- 1977: Jack Vance, Władcy smoków (The Dragon Masters)
- 1978: Robert A. Heinlein, I Will Fear No Evil
- 1979: Larry Niven, Pierścień (Ringworld)
- 1980: Arthur C. Clarke, Spotkanie z Ramą (Rendezvous with Rama)
- 1981: James P. Hogan, Gwiezdne dziedzictwo (Inherit the Stars)
- 1982: James P. Hogan, The Genesis Machine
- 1983: Robert L. Forward(inne języki), Dragon's Egg
- 1984: Barrington J. Bayley, The Garments of Caean
- 1985: Barrington J. Bayley, The Zen Gun
- 1986: Michael Moorcock, Saga o Elryku (Elric saga)
- 1987: William Gibson, Neuromancer (Neuromancer)
- 1988: Cordwainer Smith, Norstrilia
- 1989: Larry Niven, Jerry Pournelle, Footfall
- 1990: Barrington J. Bayley, Kurs na zderzenie (Collision with Chronos)
- 1991: David Brin, Wojna wspomaganych (The Uplift War)
- 1992: Charles Sheffield(inne języki), The McAndrew Chronicles
- 1993: Poul Anderson, Tau Zero
- 1994: James P. Hogan, Entoverse
- 1995: Dan Simmons, Hyperion
- 1996: Dan Simmons, Zagłada Hyperiona (The Fall of Hyperion)

oraz Stephen Baxter, Czasopodobna nieskończoność (Timelike Infinity)
- 1997: Robert J. Sawyer, End of an Era
- 1998: Larry Niven, Jerry Pournelle, Michael F. Flynn(inne języki), Fallen Angels
- 1999: Stephen Baxter, Statki czasu (The Time Ships)

oraz Kim Stanley Robinson, Czerwony Mars (Red Mars)
- 2000: Mike Resnick, Kirinyaga (Kirinyaga)
- 2001: Isaac Asimov, Robert Silverberg, Pozytronowy człowiek (The Positronic Man)
- 2002: Pat Murphy, There and Back Again
- 2003: Robert J. Sawyer, Illegal Alien
- 2004: David Brin, Przestwór nieba (Heaven's Reach)
- 2005: Greg Egan, Stan wyczerpania(inne języki) (Distress)
- 2006: Greg Egan, Diaspora(inne języki) (Diaspora)
- 2007: Philip Reeve, Zabójcze maszyny (Mortal Engines)
- 2008: James Tiptree Jr., Jasność spływa z powietrza (Brightness Falls from the Air)
- 2009: Robert Charles Wilson, Spin (Spin)
- 2010: John Scalzi, The Last Colony
- 2011: Michael F. Flynn(inne języki), Eifelheim
- 2012: Paolo Bacigalupi, Nakręcana dziewczyna (The Windup Girl)
- 2013: John Scalzi, The Android's Dream
- 2014: Peter Watts, Ślepowidzenie (Blindsight)
- 2015: Andy Weir, Marsjanin (The Martian)
- 2016: Ann Leckie, Zabójcza sprawiedliwość (Ancillary Justice)
- 2017: Peter Tieryas(inne języki), United States of Japan
- 2018: Sylvain Neuvel(inne języki), Sleeping Giants
- 2019: Peter Tieryas(inne języki), Mecha Samurai Empire
- 2020: Liu Cixin, Problem trzech ciał (Three-Body Problem)
- 2021: Liu Cixin, Ciemny las (The Dark Forest)
- 2022: Andy Weir, Projekt Hail Mary (Project Hail Mary)
- 2023: Isaac Asimov, cykl Fundacja (Foundation)
- 2024: John Scalzi, Towarzystwo Ochrony Kaiju(inne języki) (The Kaiju Preservation Society)
- 2025: Martha Wells, Zapaść systemu (System Collapse)